# Володино (Судиславский район)
Володино — деревня в Расловском сельском поселении Судиславского района Костромской области России.

## География
Деревня расположена недалеко от автодороги Кострома — Верхнеспасское Р98 у железнодорожной ветки Кострома — Галич.

## История
Согласно Спискам населенных мест Российской империи в 1872 году деревня относилась к 2 стану Костромского уезда Костромской губернии. В ней числилось 9 дворов, проживали 26 мужчин и 31 женщина.
Согласно переписи населения 1897 года в деревне проживало 44 человека (23 мужчины и 21 женщина).
Согласно Списку населенных мест Костромской губернии в 1907 году деревня относилась к Шишкинской волости Костромского уезда Костромской губернии. По сведениям волостного правления за 1907 год в ней числилось 12 крестьянских дворов и 62 жителя. Основными занятиями жителей деревни, помимо земледелия, были фабрично-заводской отхожий промысел и извоз.
До муниципальной реформы 2010 года деревня также входила в состав Расловского сельского поселения Судиславского района.

## Население
| Численность населения |      |      |      |      |      |
| Год                   | 1877 | 1897 | 1907 | 2008 | 2014 |
| Жителей               | 57   | 44   | 62   | 9    | 14   |
| Крестьянских дворов   | 12   | —    | 12   | —    | —    |

| 1877 | 1897 | 1907 | 2008 | 2010 | 2014 |
| ---- | ---- | ---- | ---- | ---- | ---- |
| 57   | ↘44  | ↗62  | ↘21  | ↘5   | ↗9   |